# Grzegorz Szymonowicz (prawnik)
Grzegorz Szymonowicz (ur. 2 stycznia 1898 w Korowicach, zm. 25 września 1980 w Brompton w Kanadzie) – rumuński prawnik i działacz polonijny w Rumunii, wiceburmistrz Czerniowiec (od 1931). 

## Życiorys
Uczęszczał do szkoły w Czerniowcach. Zmobilizowany do armii austriackiej walczył w I wojnie światowej (m.in. we Włoszech). W 1922 uzyskał stopień doktora nauk prawnych Uniwersytetu w Czerniowcach. Działał na rzecz bukowińskiej Polonii, m.in. jako prefekt Bursy im. Adama Mickiewicza oraz przewodniczący Towarzystwa Akademików Polskich "Ognisko". W 1924 zakładał Towarzystwo Młodych Polaków w Czerniowcach. Praktykował jako adwokat, udzielał porad prawnych członkom mniejszości. Zakładał Polską Macierz Szkolną (jego brat Adolf był dyrektorem Gimnazjum Polskiego). W 1927 stworzył gazetę polonijną "Głos Polski". W 1925 został wybrany do Rady Miejskiej Czerniowiec, a sześć lat później objął urząd wiceburmistrza.
Wziął udział w I Zjeździe Polaków z Zagranicy, jednak stopniowo był odsuwany od wpływów przez polskie władze sanacyjne i konsulat RP. W czasie II wojny światowej pracował jako radca w poselstwie Chile, które reprezentowało polskie interesy po opuszczeniu Rumunii przez dyplomatów II RP jesienią 1940. Ratował Żydów przed wywózką do Transnistrii wystawiając im paszporty chilijskie. 
Po 1945 znalazł się na terenie Kanady. W 1978 na krótko odwiedził Polskę.